# Triangle d'or (Bordeaux)
Pour les articles homonymes, voir Triangle d'or.
Le Triangle d'or est le surnom donné à un quartier chic de Bordeaux. Il correspond à la réalité sociologique et financière du centre-ville de la ville où la population bourgeoise est prédominante, mais aussi où les prix de l'immobilier sont les plus élevés. 

## Géographie
Le Triangle d'or est traditionnellement défini comme l'espace (en forme de triangle équilatéral) situé entre les Allées de Tourny, le cours de l'Intendance et le cours Georges-Clemenceau,,. Certains auteurs étendent néanmoins le triangle jusqu'aux cours du chapeau Rouge et Xavier-Arnozan, incluant ainsi la place des Quinconces. Le quartier fait partie de la subdivision Bordeaux Centre.

## Histoire

### Mise en place du Triangle
Le développement du quartier du Triangle d'or s'inscrit dans le cadre des grands travaux urbanistiques bordelais de la seconde moitié du XVIIIe siècle initiés par l'intendant Tourny. Outre le Cours de l'Intendance déjà en place depuis le XIe siècle à la suite du comblement des fossés de la première enceinte, les deux autres côtés du triangle (Allées de Tourny et Cours Georges-Clémenceau) sont mis en place à cette époque. Le percement de ces deux axes répond aux souhaits du pouvoir royal d'encourager le développement résidentiel, d'établir un espace de loisir et de sociabilité pour l'élite commerçante et enfin de désenclaver le quartier des Chartrons qui était isolé du reste de la ville par le château Trompette,. Les allées de Tourny sont construites entre 1743 et 1757 dans le prolongement de la rue Fondaudège qui constituaient la traditionnelle voie d'accès (lébade) depuis le Médoc. La construction du cours Clémenceau est quant à elle décidée en 1746, dans la continuité de celle du jardin public.
Au XVIIIe siècle, l'espace constituant l'« intérieur » de l'actuel Triangle d'or était occupé par un ensemble de couvents appartenant aux ordres des récollets et des jacobins et dont persistent aujourd'hui la cour Mably et l'église Notre-Dame[réf. nécessaire]. À la suite de la Révolution française, ces terrains furent nationalisés et la ville se trouva en possession de vastes terrains vacants se prêtant à une opération urbanistique de grande ampleur. En 1791, l'architecte Chalifour, s'inspirant des idées préalablement soumises par Laclotte, Bonfin et Lhote, proposa un plan 
de réorganisation du quartier, avec une place centrale, l'actuelle Place des Grands-Hommes, et des rues rayonnantes.
Les rues furent baptisées du nom des grands esprits ayant inspiré la Révolution française, avec un premier axe formé des rues Montesquieu et Montaigne et un second axe formé des rues Rousseau et Voltaire. Les travaux commencèrent en 1792 mais furent interrompus par la Terreur et ne reprirent qu'en 1797[réf. nécessaire]. 
L'édification du Théâtre français, est confiée en 1793 à l'architecte Jean-Baptiste Dufart. Celui-ci est achevé en 1801, et par sa forme en demi-ellipse, permet d'adoucir l'angle entre les rues Condillac et Montesquieu, tout en ménageant une place facilitant la circulation et mettant en valeur l'édifice.
Le plan en triangle ainsi que la place centrale et ses rues rayonnantes évoquent à certains le symbole maçonnique de l'Œil de la Providence au sein du « delta lumineux »,.

### Évolution ultérieure
En 1806, le marché de la Place Nationale (actuelle Place Gambetta) est transféré sur la Place des Grands-Hommes. Le marché s'y tient d'abord de manière hebdomadaire puis quotidiennement. En 1854, la municipalité décide d'abriter le marché sous des halles métalliques et fait pour cela agrandir le rayon de la place. Le projet est confié à l'architecte Charles Burguet et la nouvelle halle est édifiée en 1860. La halle est démolie un siècle plus tard, en 1961, pour être remplacée par une coupole de béton, sur un projet de Jean Alfred-Duprat. Cette nouvelle structure sera toutefois éphémère. En 1988[réf. nécessaire], l'architecte Claude-Henri Aubert remporte l'appel à projet lancé par le maire Jacques Chaban-Delmas pour restructurer le marché. Un  centre commercial aux parois de verres surmontant un parking souterrain est édifié en 1991.
Les cours entourant le triangle, rénovés et devenus piétons avec l'arrivée du tramway, permettent d'admirer les façades du XVIIIe et du XIXe siècle de ces bâtiments luxueux. Le triangle d'or est aujourd'hui considéré comme la vitrine du luxe bordelais.
Le Triangle d'Or est devenu un quartier où les prix de l'immobilier sont parmi les plus élevés de la ville. 

## Bâtiments remarquables
- Église Notre-Dame
- Théâtre-Français (1793-), théâtre puis complexe cinématographique français de Bordeaux